# Párduccinege
A párduccinege (Periparus elegans) a verébalakúak (Passeriformes) rendjébe, ezen belül a cinegefélék (Paridae) családjába tartozó, 12 centiméter hosszú, kis termetű madárfaj. A Fülöp-szigeteken él. Rovarokkal, magokkal és gyümölcsökkel táplálkozik. Januártól júniusig költ.

## Alfajai

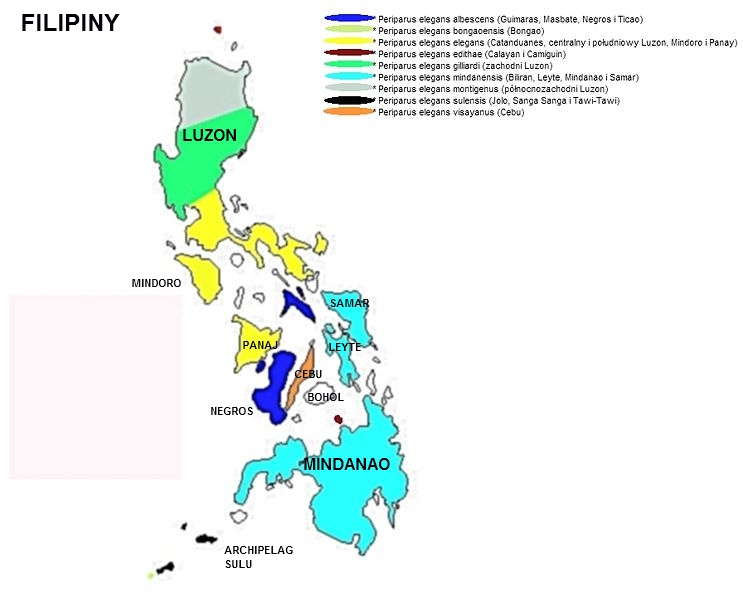

- P. e. edithae (McGregor, 1907) – északi szigetek (Calayan, Camiguin Norte).
- P. e. montigenus (Hachisuka, 1930) – Luzon északnyugati része.
- P. e. gilliardi (Parkes, 1958) – Bataan félsziget, Luzon nyugati-középső része.
- P. e. elegans (Lesson, 1831) – Luzon déli és keleti-középső része, Mindoro, Catanduanes és Panay.
- P. e. albescens (McGregor, 1907) – középső szigetek (Ticao, Masbate, Guimaras, Negros).
- P. e. visayanus (Hachisuka, 1930) – Cebu, déli-középső szigetek.
- P. e. mindanensis (Mearns, 1905) – Samar, Leyte, Mindanao.
- P. e. suluensis (Mearns, 1916) – Sulu szigetcsoport (Bongao kivételével).
- P. e. bongaoensis (Parkes, 1958) – Bongao.

## Külső hivatkozások
- Periparus elegans
- Periparus elegans